# De Beauvoir (cràter)
De Beauvoir és un cràter d'impacte en el planeta Venus de 52,5 km de diàmetre. Porta el nom de Simone de Beauvoir (1908-1986), escriptora francesa, i el seu nom va ser aprovat per la Unió Astronòmica Internacional el 1991.